# Blacksad
Blacksad és una sèrie de còmic de gènere negre creada i desenvolupada per Juan Díaz Canales com a guionista i Juanjo Guarnido com a dibuixant, protagonitzada per animals antropomòrfics. Inicialment s'han editat a França per Dargaud i Norma editorial els ha publicat posteriorment en castellà i català. Se n'han publicat cinc volums.
Va obrir camí a altres obres de còmic de sèrie negra de la mateixa procedència, com Jazz Maynard (2007) de Raule i Roger Ibáñez i Ken Games (2009) de José Robledo i Marcial Toledano.

## Argument
El context general de la sèrie se situa als Estats Units als anys 50, després de la Segona Guerra Mundial i a l'inici de la Guerra Freda.
El primer número es titula Algun lloc entre les ombres (Quelque part entre les ombres, 2000) i es presenta al personatge John Blacksad, un detectiu que desatén les ordres del comissari Smirnov i investiga la mort de la seva antiga parella Natalia Wilford, una cotitzada estrella de Hollywood.
Artic-Nation (Artic-Nation, 2003) és el segon número publicat de la sèrie. Contracten en Blacksad per esclarir el cas del segrest d'una nena en un barri amb marcades tensions racials entre blancs i negres. Es fa amic d'un periodista anomenat Weekly i les seves investigacions apunten cap a les elits blanques.
Al tercer volum, Ànima roja (Âme rouge, 2005), la història està ambientada poc abans de la caça de bruixes del Macarthisme. En Blacksad torna a la seva ciutat natal després de treballar com a guardaespatlles de Hewitt Mandeline, un ancià ric. A la seva darrera assignació ha d'assistir a una festa a la mansió d'un jove comunista, on coneix un físic i exiliat republicà espanyol que apareix assassinat l'endemà. El detectiu accedeix a investigar el crim.
L'infern, el silenci (L'enfer, le silence, 2010) és la quarta investigació d'en John Blacksad. En aquesta ocasió el contracta un productor de música jazz que pateix càncer, Fausto Lachapelle, per trobar un altre músic misteriosament desaparegut.
La darrera història de Díaz Canales i Guarnido és Amarillo (Amarillo, 2013), a la qual en Blacksad vol tornar cap a casa, però sense voler-ho haurà de travessar els Estats Units per resoldre un altre assassinat. Aquesta obra conté referències a la generació beat.

## Guardons

### Blacksad 1
- Premi Autor Revelació per Juanjo Guarnido  al Saló Internacional del Còmic de Barcelona de 2001.
- Premi Millor Àlbum al Saló Internacional del Còmic de Barcelona de 2001.
- Premi Interfestivals del Festival d'Audincourt.
- Premi Colombe del Festival de Lys Lezz Lannoy.
- Premi al Millor Àlbum al Festival d'Amiens.
- Premi Némo de Saló del Còmic de Maisons Laffitte.
- Premi de la Recontre del Festival de Roeux.
- Premi Diario de Avisos al Millor Dibuixant d'Historieta Realista.

### Blacksad 2
- Premi "Coup-De-Coeur" al Festival de Lys-Lez-Lannoy 2003.
- Premi Especial del Jurat al Festival Internacional de Còmics de Sierre (Suiza) 2003.
- Premi Ivà al Millor Historietista Professional a la Mostra de Còmic de Cornellà 2003.
- Premi Harvey al Millor Àlbum 2005.
- Premi Millor Dibuix al Festival d'Angoulême 2005.
- Premi del Públic al Millor Àlbum al Festival d'Angoulême 2005.

### Blacksad 3
- Premi Millor Àlbum al Saló Internacional del Còmic de Barcelona de 2006.
- Premi Millor Dibuix per Juanjo Guarnido al Saló Internacional del Còmic de Barcelona de 2006.

### Blacksad 4
- Premi Millor Dibuix per Juanjo Guarnido al Saló Internacional del Còmic de Barcelona de 2011.
- Premi Eisner a la millor obra estrangera
- Premi Eisner al millor artista multimèdia (per a Juanjo Guarnido)
- Premi Harvey a la millor obra estrangera

### Blacksad 5
- Premi Nacional del Còmic 2014, concedit pel Ministeri d'Educació, Cultura i Esports d'Espanya.[4]